# Joaquim Antônio de Arruda

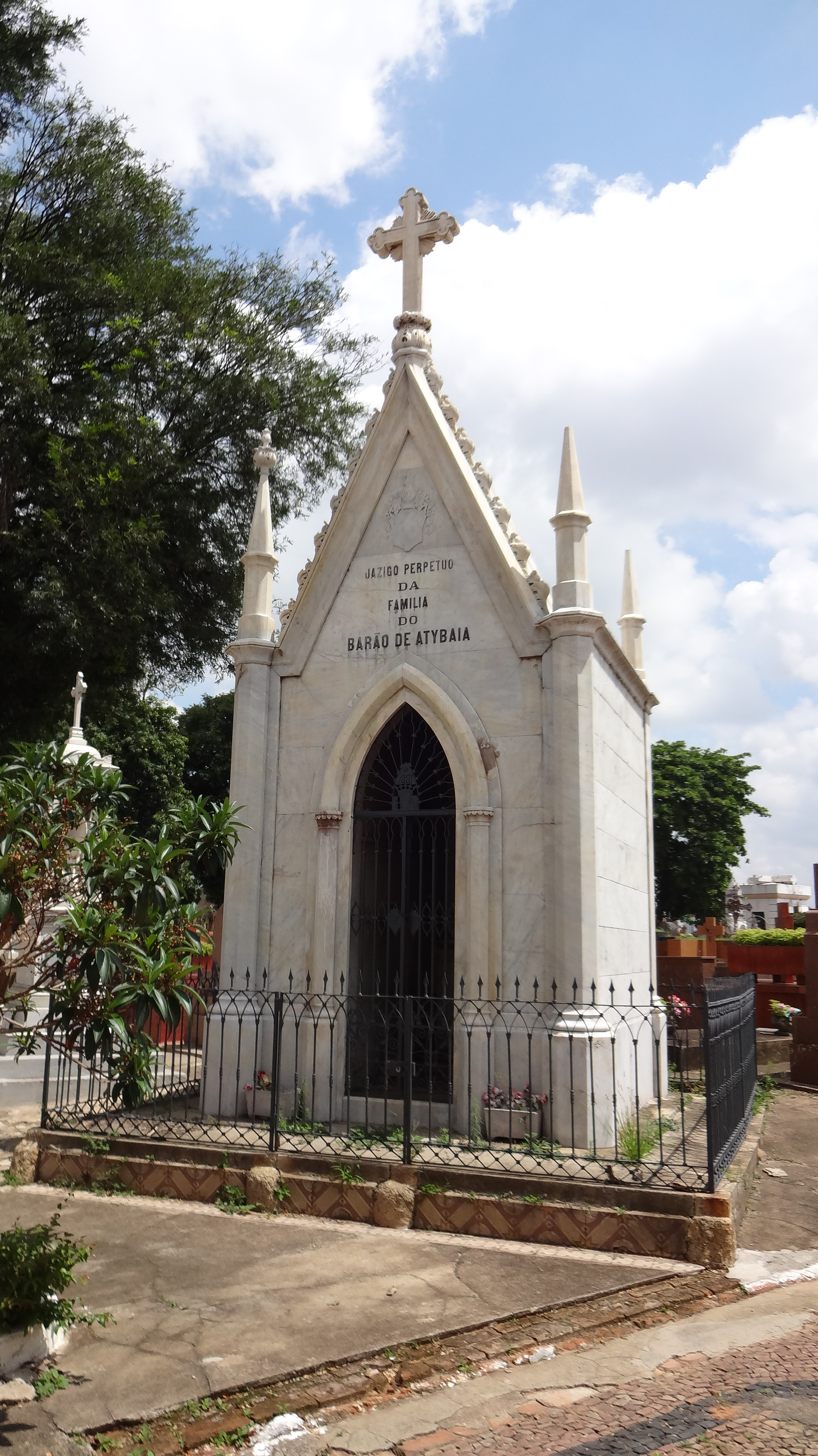
Jazigo Perpetuo da Família do Barão de Atibaia no Cemitério da Saudade

Joaquim Antônio de Arruda, primeiro e único Barão de Atibaia, (Campinas, 14 de novembro de 1809 — Campinas, 20 de junho de 1881) foi um fazendeiro brasileiro, primeiro campineiro a receber um título nobiliárquico.

## Biografia
Filho de Antônio Manuel de Arruda e de sua mulher e prima, Maria Batista Aranha, e irmão de Ana Jacinta de Arruda Lima, mulher do barão de Almeida Lima, Manuel Bernardo de Almeida Lima, seu primo. Casou-se em 13 de maio de 1841 com Gertrudes Leopoldina Soares (Campinas, 1826-1903), filha do capitão Joaquim Soares de Carvalho e de Maria Felicíssima de Abreu Soares, e irmã do barão de Paranapanema, Joaquim Celestino de Abreu Soares. Era aparentado com a viscondessa de Campinas, Maria Luzia de Sousa Aranha. Sem geração.
Foi acionista da Companhia Paulista de Estradas de Ferro e chefe do Partido Conservador. Participou da fundação da Companhia Mogiana de Estradas de Ferro. Contribuiu na instalação da Paróquia de Santa Cruz, atual Nossa Senhora do Carmo, com doação de consideráveis quantias. Foi presidente do Clube da Lavoura de Campinas. Capitão da Guarda Nacional.

## Títulos nobiliárquicos

Armas do barão de Atibaia, as mesmas da família Botelho.

Capitão da Guarda Nacional e Cavaleiro da Imperial Ordem de Cristo. Barão de Atibaia: Título conferido por decreto imperial em 15 de novembro de 1862 por D. Pedro II. Refere-se à região do rio Atibaia. Recebeu como armas as dos Botelhos, que são de ouro, quatro bandas de vermelho, tendo como timbre um leão do mesmo metal, nascente, bandado de vermelho. Coronel de barão.